# Hans Ungnad

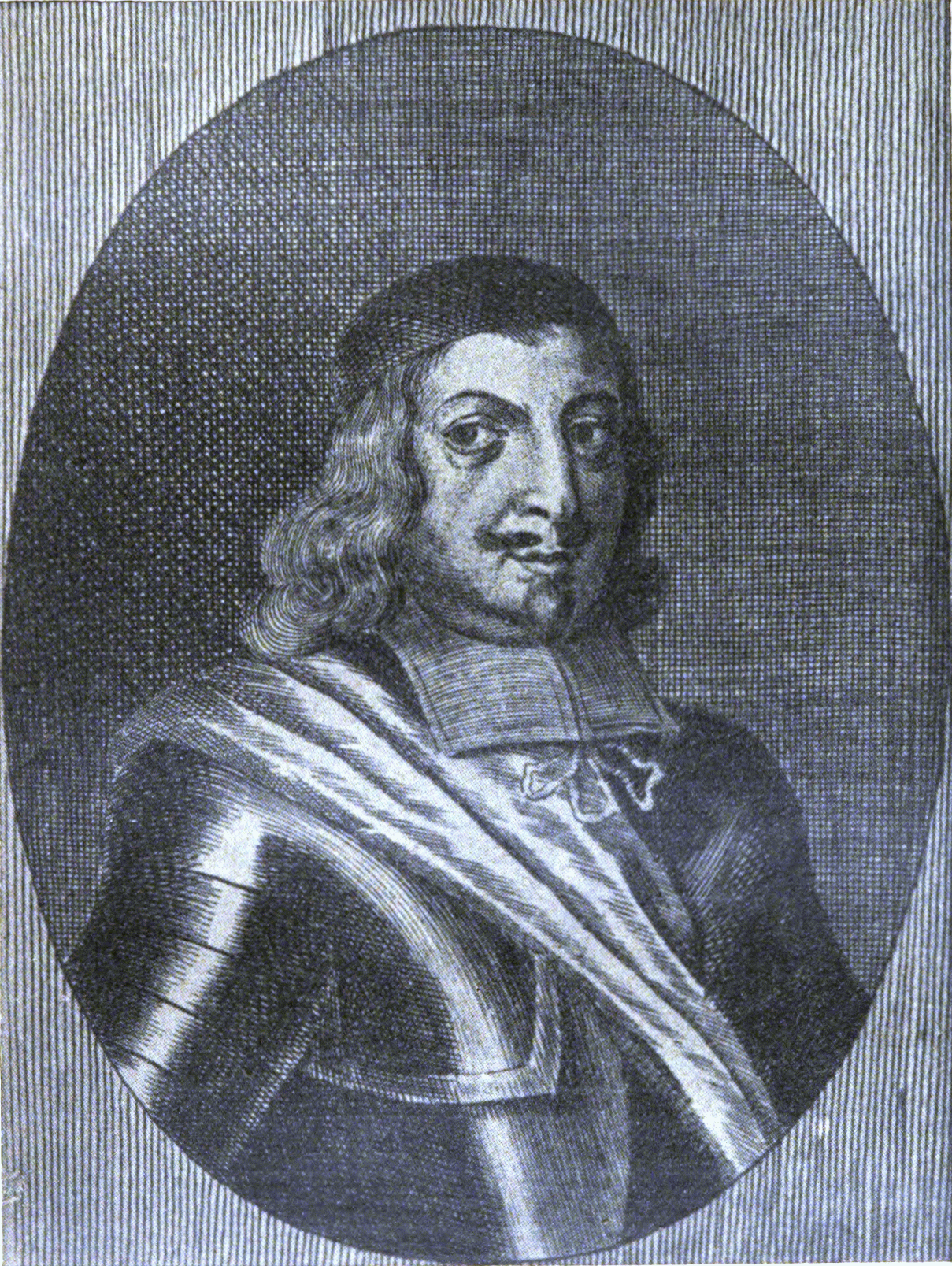
Hans Ungnad (aus dem Trubarjev zbornik, 1908)

Hans III. Ungnad von Weißenwolff, Freiherr von Sonnegg (Sonneck) in Kärnten (* 19. November 1493; † 27. Dezember 1564 auf Schloss Winteritz (Vintířov) in Böhmen) war ein österreichischer Staatsmann, der später in Urach (Württemberg) eine Buchdruckerei unterhielt, um die Reformation zu unterstützen.

## Leben
Hans Ungnad war ab 1530 Landeshauptmann der Steiermark, wo sich gerade die von Martin Luther initiierte Reformation ausbreitete; zugleich wurde er Vizedom von Celje. 1532 führte er seine Truppen erfolgreich in eine Schlacht gegen die Türken. Ab 1540 war er Oberster Feldhauptmann auf dem Territorium, das dem heutigen Slowenien und Zentral-Kroatien entspricht, er bekleidete auch weitere politische Ämter. So war er von 1542 bis 1544 Statthalter (entspricht dem Landeshauptmann) des Erzherzogtums Österreich unter der Enns.
Ungnad wurde ein Anhänger Luthers. Nachdem er sich beim römisch-deutschen König und späteren Kaiser Ferdinand I. vergeblich um die Religionsfreiheit bemüht hatte, legte er 1556 seine Ämter nieder. Er ging zunächst nach Wittenberg, wo er Philipp Melanchthon kennenlernte. 1558 ging er nach Urach. Dort ernannte ihn Herzog Christoph zu seinem Rat. 1560 wandte sich der slowenische Reformator Primož Trubar, den er möglicherweise bereits aus Celje kannte, der nun aber in Kempten lebte, an ihn mit der Bitte, die Publikation einer kroatischen Übersetzung des Neuen Testaments finanziell zu unterstützen. Ungnad war von dem Projekt so begeistert, dass er Stephan Consul (der die Übersetzung gemeinsam mit Antun Dalmatin angefertigt hatte) nach Urach kommen ließ.
Aus eigenen Mitteln sowie mit Unterstützung des Herzogs und weiterer protestantischer Herrscher gründete er im Stift Urach die Windische, chrabatische und cirulische Thrukerey (d. h. Slowenische, kroatische und kyrillische Druckerei; auch Uracher Bibelanstalt genannt). Dort wurden 1562/63 eine von Primož Trubar übersetzte und bearbeitete Version der Augsburgischen Konfession sowie eine von Stephan Consul und Antun Dalmatin angefertigte kroatische Übersetzung des Neuen Testaments, jeweils in zwei Versionen (in glagolitischen und kyrillischen Lettern), gedruckt. Das Buch, auf das sich die Glaubenspraxis der Evangelischen stützt, war verboten. Wer mit Luthers Bibel erwischt wurde, musste mit Haft oder Ausweisung rechnen. Viehhändler, Kauf- und Fuhrleute schmuggelten die „heiße Ware“ Bibel sowie Gesang- und Gebetbücher über schmale Pfade in entlegenste Habsburger-Gebiete. Die Bücher sollten auch, wie von Ungnad und Trubar erhofft, unter Muslimen in der Türkei Verbreitung finden; es waren sogar türkische Übersetzungen geplant.
Während eines Besuchs bei seiner in Böhmen lebenden Schwester Elisabeth Gräfin Schlick († 1575) verstarb Hans Ungnad; er wurde in der Tübinger Stiftskirche beigesetzt. Die Druckerei wurde aufgelöst.

## Familie
Hans III. Ungnad war der Sohn von Hans II. Ungnad von Weißenwolff, Freiherr von Sonnegg (Sonneck) auf Waldenstein (1472–um 1520) und Margarethe Lochner von Liebenfels (um 1475–nach 1516) sowie Enkel von (Johann I.) Christoph Ungnad von Weissenwolf, 1442 mit Sonnegg belehnt († 1490) und Anna Catharina von Fraunberg zu Haag (um 1440–nach 1482).
Er heiratete 1525 Anna Maria Freiin von Thurn auf Friedrichstein (um 1500–1555), mit der er angeblich 20 Söhne und 4 Töchter hatte, von denen Ludwig (1526–1584, Obersthofmarschall), Christoph († 1587; seit 1567 verheiratet mit Anna Losonczi, der Geliebten von Bálint Balassa; 1576–1583 Ban von Kroatien), Carl († 1599), Simeon (um 1530–1605), Ehrenreich (Ernreich) († 1598), Judith Elisabeth († 1572) (seit 1548 verheiratet mit Juan de Hoyos), Margareta († 1572) und Helena das Erwachsenenalter erreichten.
1555 heiratete Ungnad in Barby die ehemalige Werdener Nonne Magdalena Gräfin von Barby und Mülingen (1530–1565), Mutter seiner Söhne Wolf(gang) (um 1565–1594) und Hans Georg (um 1562–1583).
Ungnad war mit Peter II. Erdődy (1504–1567), der 1557 bis 1567 Ban von Kroatien war, verwandt, sie schrieben sich gegenseitig als „Schwager“ an.